# Frank Auerbach
Frank Helmut Auerbach (ur. 29 kwietnia 1931 w Berlinie, zm. 11 listopada 2024 w Londynie) – brytyjski malarz i grafik żydowskiego pochodzenia.

## Życiorys
W 1939 został wysłany do Anglii przez swoich żydowskich rodziców jako uchodźca (rodzicie zginęli w obozie koncentracyjnym). Studiował w Londynie na Politechnice Borought (1947–1948), w St Martin’s School of Art (1948–1952) i Royal College of Art (1952–1955) oraz na wieczorowych zajęciach u Davida Bomberga, w którym znalazł inspirującego nauczyciela. W 1947 otrzymał obywatelstwo brytyjskie. Mieszkał w Londynie, od 1945 miał pracownię w Camden Town.
Swoją pierwszą indywidualną wystawę miał w 1956 w Beaux Arts Gallery w Londynie. W 1978 odbyła się duża wystawa prac Auerbacha w Arts Council, w 1986 reprezentował Wielką Brytanię na Biennale w Wenecji (I nagroda), a w 2014 miała miejsce duża retrospektywa w Tate.

## Twórczość
Podobnie jak późne prace Bomberga, ekspresjonistyczne obrazy Auerbacha wyróżniają się niezwykle grubo kładzionym impastem, tak że czasami farba wydaje się bardziej modelowana niż namalowana. We wczesnych obrazach dominują kolory ziemi, ale pod koniec lat 60. artysta zaczął stosować paletę o szerszej gamie barw, częściowo dlatego, że mógł już sobie pozwolić na droższe pigmenty. Jego obrazy, sprawiające wrażenie tworzonych spontanicznie, w rzeczywistości są efektem miesiącami przygotowywanych szkiców, a następnie wielokrotnego kładzenia i zdejmowania (czy wręcz zdrapywania) farby z powierzchni podobrazia, aż do czasu, gdy artysta uznał efekt końcowy za satysfakcjonujący.
Tematy preferowane przez Auerbacha to portrety (zwłaszcza znanych mu osób), akty, pejzaże miejskie i place budowy. Cykl obrazów z lat 50. i wczesnych 60. przedstawia odbudowę Londynu po blitzu. Zafascynowany dziełami dawnych mistrzów, artysta stworzył też cykl obrazów nawiązujących do twórczości Rembrandta.
Od połowy lat 50. Auerbach uprawiał także techniki graficzne (sucha igła, akwaforta i sitodruk); tematyka tych prac obejmowuje akty, postacie leżące i siedzące, głowy oraz drzewa.

## Rynek sztuki
Znanym kolekcjonerem prac Auerbacha był jego bliski przyjaciel – Lucian Freud. Po śmierci Freuda kolekcja ta – licząca 15 obrazów olejnych i 29 prac na papierze – została przekazana brytyjskim muzeom i galeriom, w ramach umowy acceptance in lieu, w zamian za ok. 16 milionów funtów podatku od spadku. Beneficjentami są m.in. British Museum, Tate, Courtauld Institute of Art, National Museum Cardiff, Barber Institute of Fine Arts w Birmingham, Hatton Gallery w Newcastle.
Dzieła Franka Auerbacha wielokrotnie były w ofercie domów aukcyjnych. Najwyższą od 1998 cenę 6 332 448 dolarów uzyskano ze sprzedaży obrazu Head of J.Y.M. (1984–1985) na aukcji w londyńskim Sotheby’s 14 października 2022.